# Progetto Terra
Progetto Terra (Michaelmas) è un romanzo di fantascientifico del 1978 scritto da Algis Budrys.
È il numero 80 della serie Cosmo. Collana di Fantascienza. 
Michaelmas parla in gran parte di un famoso giornalista che di fatto controlla, anziché limitarsi a riportare, gli eventi grazie alla sua intelligenza artificiale "Domino". Il protagonista e la narrazione sono vagamente basati sul protettore del mondo Arcangelo Michele, mentre il libro contiene convincenti tecnologie del prossimo futuro.

## Pubblicazione
Michaelmas è apparso per la prima volta sotto forma di serial in due parti su Fantasy & Science Fiction nell'agosto e settembre del 1976. È stato pubblicato come romanzo (in forma riveduta) da Berkley Books nel 1977, con un'edizione britannica simultanea da Gollancz. Un'edizione per club del libro è apparsa nel 1978, insieme all'edizione tascabile per il grande pubblico di Berkley. Una ristampa tascabile di Questar (Popular Library) è apparsa nel 1986.

## Trama
Il romanzo è ambientato in un futuro prossimo (al momento della stesura, ambientate in un futuro ora nel passato).
L'immagine pubblica del protagonista eponimo, Laurent Michaelmas, è quella di un giornalista di fama mondiale. In realtà, Michaelmas controlla gli eventi mondiali tanto quanto li racconta. Il suo mezzo di influenza è un'intelligenza artificiale autocosciente e immensamente potente chiamata Domino, nata come un modesto apparecchio telefonico nella giovinezza di Michaelmas. Nel corso degli anni, Domino si è evoluta in un'onnipresenza digitale in grado di penetrare e controllare qualsiasi apparecchiatura elettronica o computerizzata, in particolare reti di comunicazione di ogni tipo. Domino è stato creato da Michaelmas e la sua esistenza è nota solo a lui.
Domino è anche il confidente e il partner intellettuale di Michelmas, compensando in parte la perdita subita da Michaelmas quando sua moglie morì in un incidente molti anni prima.
Al tempo del romanzo, Laurent Michaelmas aveva usato con successo il suo potere per creare e sostenere la pace nel mondo. Uno dei suoi successi è il successo dell'UNAC (la fittizia Commissione Astronautica delle Nazioni Unite). Organizzando i viaggi spaziali come un progetto internazionale congiunto, l'UNAC è importante per Michaelmas in quanto simbolo di un mondo più unito. Quando un astronauta creduto morto in una missione fallita si ritrova miracolosamente salvo, inizia a delinearsi uno scenario minaccioso. Con il procedere del romanzo, Michaelmas scopre lentamente che una possibile presenza extraterrestre potrebbe interferire con il nuovo mondo che ha lavorato così duramente per creare.

## Temi
Il romanzo non è solo un thriller politico/fantascientifico dal ritmo serrato, ma è anche notevole per la sua preveggenza, essendo apparso a meno di un decennio dall'inizio dell'era di Internet, molto prima della sua attuale importanza e onnipresenza. Le descrizioni tecniche delle tecnologie del prossimo futuro sono molto convincenti e apparentemente ben documentate. Anche la descrizione del giornalismo e della sua cultura professionale è altamente sviluppata, principalmente grazie alla residenza del defunto Budrys presso la Northwestern University Medill School of Journalism, che compare più volte nel libro.
In tutto il libro, si trovano numerosi riferimenti a opere d'arte classiche, teatro, poesia e filosofia.
Il personaggio principale, Laurent Michaelmas, porta il nome della festa in onore dell'Arcangelo Michele, una figura che nell'Ebraismo protegge il popolo di Dio e nel Cristianesimo sconfigge Satana nel Libro dell'Apocalisse. Nel romanzo, Michaelmas contribuisce a proteggere la società da se stessa influenzando gli equilibri di potere nel mondo per evitare la guerra e mantenere una relativa pace.

## Opere correlate
Il romanzo incorpora elementi di una versione sostanzialmente più breve e significativamente diversa, pubblicata su The Magazine of Fantasy & Science Fiction nel 1976.

## Edizioni
- Algis Budrys, Progetto Terra, a cura di Riccardo Valla, collana Cosmo. Collana di Fantascienza n° 80, traduzione di Roberta Rambelli, Milano, 1978  [1977],  pp. 151.